# 求米草穴粉蝨
求米草穴粉蝨（学名：Aleurolobus oplismeni）为粉蝨科穴粉蝨屬下的一个种。